# Barcella
Barcella, monotipski rod palmi smješten u podtribus Elaeidinae, dio tribusa Cocoseae, potporodica Arecoideae. Jedina vrsta je B. odora, brazilski endem u bazenu Amazone.
B. odora ima mnoge namjene, kao drvo za gradnju, ali najveći potencijal joj leži u mogućoj hibridizaciji s afričkom ili američkom vrstom roda Elaeis za uvođenje novih karakteristika.

## Sinonimi
- Elaeis odora Trail